# Grand Prix automobile d'Autriche 1964
GP précédent GP suivant
Le Grand Prix d'Autriche 1964 (II Grosser Preis von Österreich), disputé sur le circuit de Zeltweg le 23 août 1964, est la cent-vingt-huitième épreuve du championnat du monde de Formule 1 courue depuis 1950 et la septième manche du championnat 1964.

## Contexte avant la course

### Le championnat du monde
Depuis 1961, la Formule 1 suit la réglementation 1 500 cm3 (dérivée de l'ancienne Formule 2 de la période 1957 à 1960). Initialement prévue pour une période de trois ans, la formule a été prolongée de deux années supplémentaires par la Commission sportive internationale, garantissant la stabilité technique jusqu'à fin 1965. La réglementation s'appuie sur les points suivants :
- interdiction des moteurs suralimentés
- cylindrée minimale : 1 300 cm3
- cylindrée maximale : 1 500 cm3
- poids minimal : 450 kg (à sec)
- double circuit de freinage obligatoire
- arceau de sécurité obligatoire (le haut du cerceau devant dépasser le casque du pilote)
- démarreur de bord obligatoire
- carburant commercial
- ravitaillement en huile interdit durant la course

Dominateur absolu en 1963, avec sept victoires sur dix courses, Jim Clark connait moins de réussite cette saison. Au classement provisoire du championnat du monde, malgré trois succès (Pays-Bas, Belgique et Grande-Bretagne), le pilote du Team Lotus compte deux points de retard sur Graham Hill, vainqueur sur sa BRM de l'épreuve inaugurale à Monaco et figurant toujours aux places d'honneur.

### Le circuit
Utilisé pour la première fois en 1957 à l'occasion d'une course de voitures de sport remportée par la Porsche d'Ernst Vögel, le «Fliegerhorst Hinterstoisser» (ancien aérodrome militaire de la petite ville de Zeltweg, en Styrie) fut le théâtre du premier Grand Prix d'Autriche (hors championnat) en 1963. Le tracé en forme de L inversé, empruntant la piste d'atterrissage et les voies d'accès, développe un peu plus de trois kilomètres. Le revêtement, fait de dalles de béton, s'est dégradé depuis l'année précédente. Rugueux et très bosselé, il soumet pilotes et monoplaces à rude épreuve. En 1963, seulement trois des dix-huit monoplaces au départ avaient pu terminer la course, remportée par Jack Brabham. Le pilote-constructeur avait alors amélioré le record officiel du circuit, à 161,4 km/h de moyenne.

## Monoplaces en lice
- Lotus 25 & 33 "Usine"

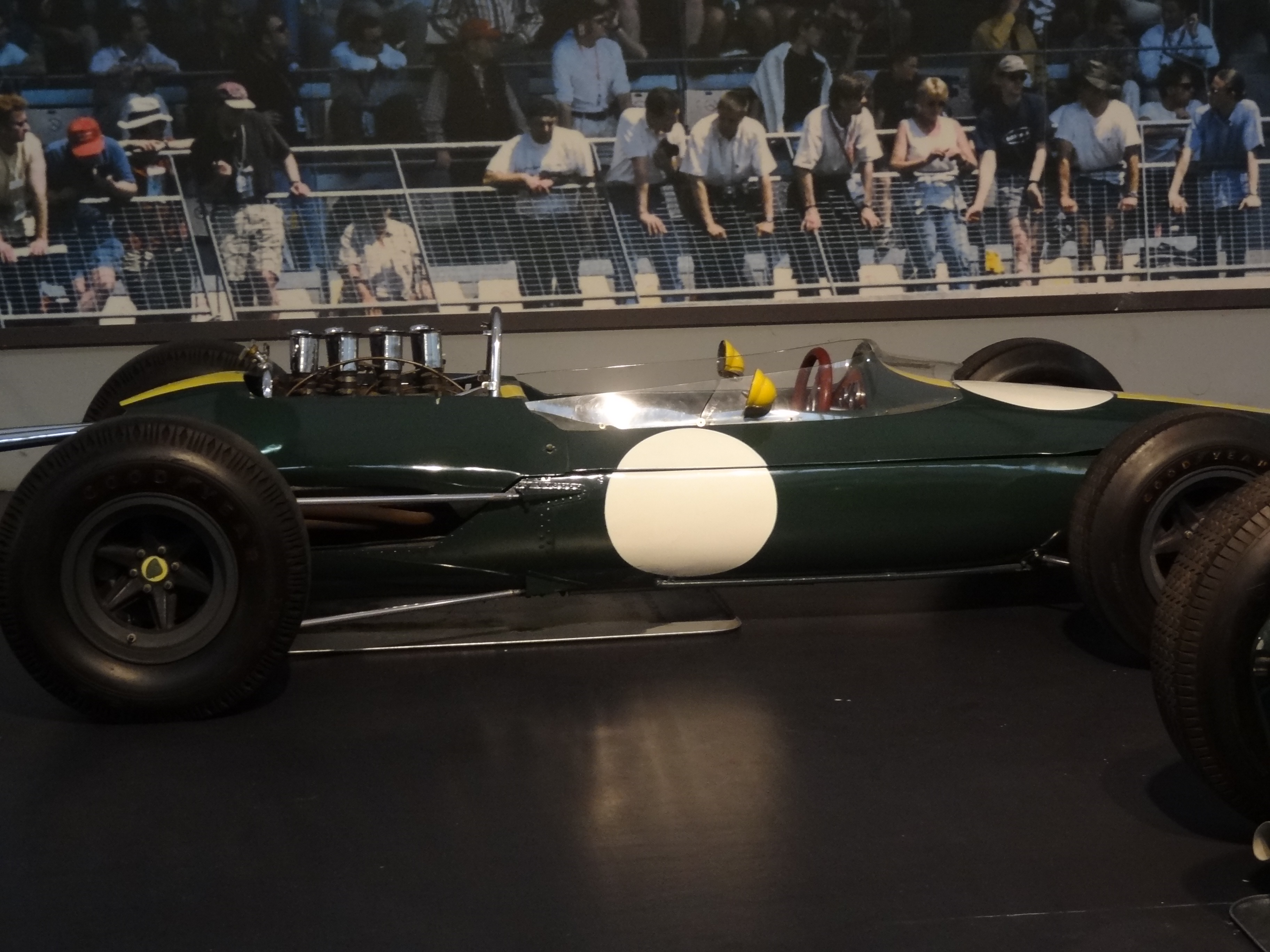
Deux Lotus 33 seront au départ.

Colin Chapman aligne deux modèles Lotus 33 pour Jim Clark et Mike Spence, Clark disposant en outre d'un modèle 25C en réserve. La 25 est cette saison équipée des mêmes suspensions avant et arrière que la 33, aussi les trois monoplaces sont elles pratiquement identiques. Dotées d'une structure monocoque, elles sont équipées d'un moteur V8 Coventry Climax FWMV à injection, développant 205 chevaux à 9600 tr/min, et d'une boîte de vitesses ZF à cinq rapports. Elles pèsent 455 kg à vide.
- Lotus 25 privées

L'équipe de Tim Parnell n'a pu amener qu'une seule de ses deux Lotus 25 à moteur V8 BRM (200 chevaux) et boîte cinq vitesses Hewland, Mike Hailwood ayant plongé avec la sienne dans le lac de Pergusa le week-end précédent lors du Grand Prix de la Méditerranée. La remise en état n'étant pas achevée, le pilote britannique pilotera la voiture de son coéquipier Chris Amon, ce dernier héritant pour la circonstance de la deuxième voiture de réserve de l'équipe officielle Lotus que Parnell vient de racheter, une 25 à moteur V8 Climax et boîte ZF, hâtivement repeinte en bleu foncé.
- BRM P261 "Usine"

Le constructeur de Bourne est parvenu de justesse à aligner deux P261 pour Graham Hill et Richie Ginther : quelques jours auparavant, Hill a accidenté sa voiture habituelle lors d'essais privés sur le circuit de Snetterton et l'équipe a dû reconstruire en urgence sa monoplace de réserve, impliquée dans le carambolage survenu au départ du Grand Prix de Solitude un mois auparavant. Hill doit quant à lui porter un collier pneumatique sur la nuque à cause d'une vertèbre cervicale fêlée. Conçue sous la direction de Tony Rudd, la P261 bénéficie d'une structure monocoque ; dotée d'un moteur V8 à injection indirecte Lucas d'une puissance maximale de 210 chevaux à 11000 tr/min et d'une boîte six vitesses, tous les éléments mécaniques étant réalisés en interne. Elle pèse 450 kg à vide.
- BRM P57 privées

La Scuderia Centro Sud engage deux P57 pour Giancarlo Baghetti et Tony Maggs. Ces monoplaces à châssis multitubulaire pèsent 475 kg. Leur moteur V8 à injection, accouplé à une boîte cinq vitesses, développe environ 200 chevaux. Maurice Trintignant, qui possède un modèle identique, a déclaré forfait pour cette course.
- Brabham BT7 & BT11 "Usine"

Jack Brabham utilise pour la première fois sa nouvelle BT11, en remplacement de la BT7 de l'année précédente. Les deux modèles, à châssis tubulaire, sont pratiquement identiques, la nouveauté se distinguant par un capot moteur affiné et des panneaux de fibre de verre recouvrant les réservoirs latéraux. Équipée d'un moteur V8 Climax à injection et d'une boîte de vitesses Hewland à cinq rapports, elle pèse 460 kg à vide. La BT11 de Dan Gurney n'étant pas achevée, le pilote californien utilise sa BT7 habituelle (470 kg, même moteur et même boîte que sur la BT11).
- Brabham BT7 & BT11 privées

Les clients de Brabham ont pu disposer des BT11 dès le début de saison. Le pilote indépendant Bob Anderson a équipé la sienne d'un ancien moteur V8 Climax à carburateurs (délivrant environ 190 chevaux) associé à une boîte cinq vitesses Hewland, alors que Joseph Siffert utilise sur sa BT11 privée un V8 BRM à injection accouplé à une boîte Colotti à six rapports, tout comme l'équipe de Rob Walker qui a pour la circonstance confié la monoplace habituelle de Joakim Bonnier à l'espoir autrichien Jochen Rindt, le pilote suédois préférant piloter la BT7 que l'équipe écossaise vient de racheter à Jack Brabham, sur laquelle ont été greffés le V8 Climax et la boîte six Colotti provenant de la Cooper T66 utilisée jusqu'alors comme voiture de réserve.
- Ferrari 158 & 156 "Usine"

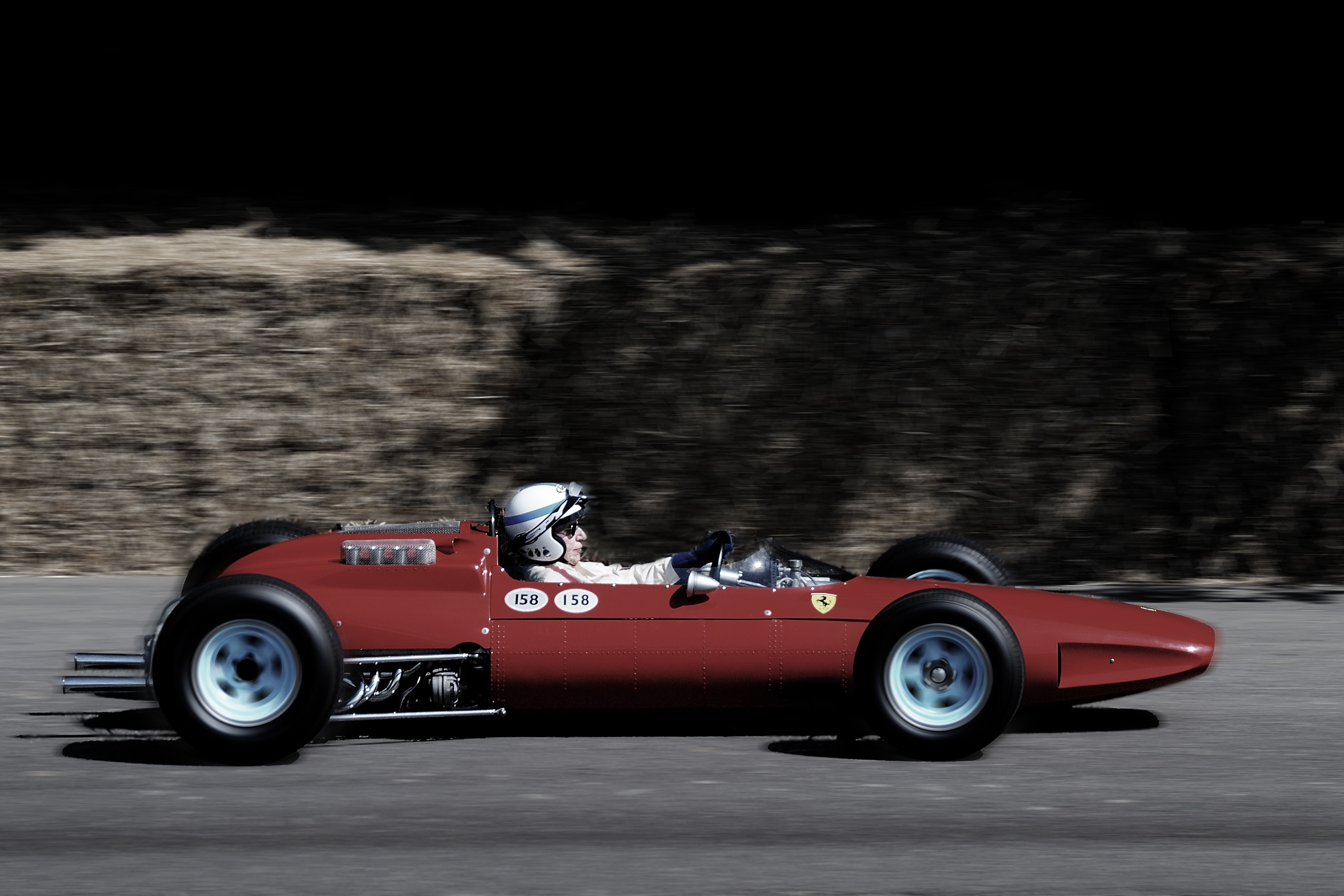
John Surtees sur une Ferrari 158 lors d'une manifestation historique.

Comme au Nürburgring, John Surtees a le choix entre les deux Ferrari 158 préparées par la Scuderia Ferrari, tandis que Lorenzo Bandini dispose d'une 156 Aero de la saison passée. Les deux modèles ont en commun un châssis à structure monocoque et une boîte de vitesses à cinq rapports ; ils se distinguent par leurs moteurs, un V8 à injection directe Bosch développant 210 chevaux à 11000 tr/min pour la 158 et un V6 (également à injection) pour la 156 qui affiche cinq chevaux de moins (205 chevaux à 10500 tr/min). Elles pèsent respectivement 468 et 460 kg à vide.
- Cooper T73 & T66 "Usine"

John Cooper a engagé deux T73 pour Bruce McLaren et Phil Hill. De facture classique (châssis multitubulaire), ces monoplaces de 460 kg sont dotées d'un moteur V8 Climax à injection et d'une boîte de vitesses à six rapports réalisée en interne. L'équipe britannique dispose également d'une T66 de 1963, mécaniquement proche de la T73 mais ne bénéficiant pas des dernières améliorations portant sur la rigidité du châssis. Cette voiture n'a plus été utilisée depuis le Grand Prix de Monaco et sert surtout de banque de pièces de rechange.
- BRP Mk1 & Mk2 "Usine"

Le British Racing Partnership aligne une Mk2 pour Innes Ireland et une Mk1 de l'année précédente pour Trevor Taylor, sa Mk2 accidentée à Brands Hatch n'étant toujours pas réparée. Les deux modèles ont une structure monocoque, et utilisent un moteur V8 BRM, mais la Mk1 (qui pèse 475 kg) est équipée d'une boîte Colotti à cinq rapports alors que la Mk2 (qui affiche dix kg de moins) est dotée d'une boîte six BRM.

## Coureurs inscrits
| no | Pilote              | Écurie                      | Constructeur | Modèle                | N° châssis      | Moteur                                                     | Pneumatiques |
| -- | ------------------- | --------------------------- | ------------ | --------------------- | --------------- | ---------------------------------------------------------- | ------------ |
| 1  | Jim Clark           | Team Lotus                  | Lotus        | Lotus 33              | 33 R9           | Coventry Climax FWMV MkIII V8                              | D            |
| 1T | Jim Clark           | Team Lotus                  | Lotus        | Lotus 25C             | 25 R6           | Coventry Climax FWMV MkIII V8                              | D            |
| 2  | Mike Spence         | Team Lotus                  | Lotus        | Lotus 33              | 33 R8           | Coventry Climax FWMV MkIII V8                              | D            |
| 3  | Graham Hill         | Owen Racing Organisation    | BRM          | BRM P261              | 2615            | BRM P60 V8                                                 | D            |
| 4  | Richie Ginther      | Owen Racing Organisation    | BRM          | BRM P261              | 2613            | BRM P60 V8                                                 | D            |
| 5  | Dan Gurney          | Brabham Racing Organisation | Brabham      | Brabham BT7           | F1-1-63         | Coventry Climax FWMV MkIII V8                              | D            |
| 6  | Jack Brabham        | Brabham Racing Organisation | Brabham      | Brabham BT11          | F1-1-64         | Coventry Climax FWMV MkIII V8                              | D            |
| 7  | John Surtees        | SpA Ferrari SEFAC           | Ferrari      | Ferrari 158           | 158/0005        | Ferrari 205B V8                                            | D            |
| 7T | John Surtees        | SpA Ferrari SEFAC           | Ferrari      | Ferrari 158           | 158/0006        | Ferrari 205B V8                                            | D            |
| 8  | Lorenzo Bandini     | SpA Ferrari SEFAC           | Ferrari      | Ferrari 156 Aero      | 156/0004        | Ferrari 178 V6                                             | D            |
| 9  | Bruce McLaren       | Cooper Car Company          | Cooper       | Cooper T73            | F1-1-64         | Coventry Climax FWMV MkIII V8                              | D            |
| 10 | Phil Hill           | Cooper Car Company          | Cooper       | Cooper T73 Cooper T66 | F1-2-64 F1-6-63 | Coventry Climax FWMV MkIII V8 Coventry Climax FWMV MkII V8 | D            |
| 11 | Joakim Bonnier      | Rob Walker Racing Team      | Brabham      | Brabham BT7           | F1-2-63         | Coventry Climax FWMV MkII V8                               | D            |
| 12 | Jochen Rindt        | Rob Walker Racing Team      | Brabham      | Brabham BT11          | F1-4-64         | BRM P56 V8                                                 | D            |
| 14 | Innes Ireland       | British Racing Partnership  | BRP          | BRP MkII              | BRP/2-64        | BRM P56 V8                                                 | D            |
| 15 | Trevor Taylor       | British Racing Partnership  | BRP          | BRP MkI               | BRP/1-63        | BRM P56 V8                                                 | D            |
| 16 | Chris Amon          | Reg Parnell Racing          | Lotus        | Lotus 25              | 25 R4           | Coventry Climax FWMV MkII V8                               | D            |
| 17 | Mike Hailwood       | Reg Parnell Racing          | Lotus        | Lotus 25              | 25 R3           | BRM P56 V8                                                 | D            |
| 18 | Giancarlo Baghetti  | Scuderia Centro Sud         | BRM          | BRM P57               | 5784            | BRM P56 V8                                                 | D            |
| 19 | Tony Maggs          | Scuderia Centro Sud         | BRM          | BRM P57               | 5785            | BRM P56 V8                                                 | D            |
| 20 | Joseph Siffert      | Siffert Racing Team         | Brabham      | Brabham BT11          | F1-6-64         | BRM P56 V8                                                 | D            |
| 21 | Maurice Trintignant | Privé                       | BRM          | BRM P57               | 5781            | BRM P56 V8                                                 | D            |
| 22 | Bob Anderson        | DW Racing Enterprises       | Brabham      | Brabham BT11          | F1-5-64         | Coventry Climax FWMV MkI V8                                | D            |

## Qualifications
Deux séances qualificatives de deux heures chacune sont prévues, les vendredi et samedi précédant la course, les dix-huit pilotes les plus rapides à l'issue des deux journées étant qualifiés pour la course.

### Première séance - vendredi 21 août

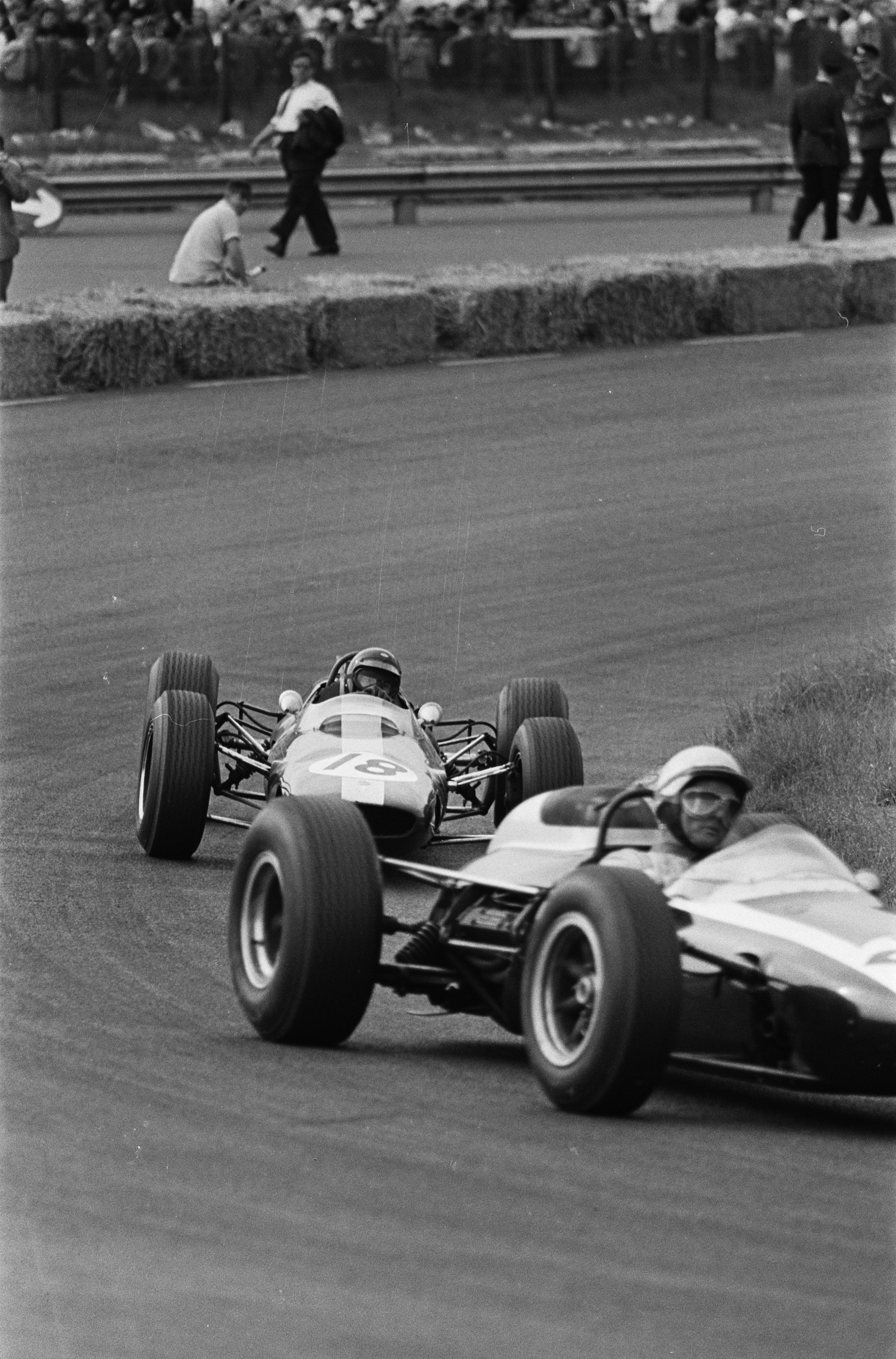
La Cooper T73 de Phil Hill (ici à Zandvoort) sera accidentée dès le début des essais.

Malgré un ciel légèrement voilé, il fait chaud lorsque commence la première session qualificative, le vendredi après-midi. Dans son tour de lancement, Phil Hill dans la courbe intérieure («Inner Curve»), démolissant sa Cooper, sans mal pour lui toutefois. Sa séance s'arrête là, la voiture de réserve de l'équipe n'étant pas prête. Lorenzo Bandini n'est guère plus heureux, une fuite d'huile non réparable sur place affectant le moteur de sa Ferrari. Rapidement, les craintes des concurrents au sujet de l'état de la piste se révèlent fondées : un bras de direction casse sur la Lotus de Jim Clark après seulement quelques tours, et un peu plus tard la barre anti-roulis de la BRM de Richie Ginther doit être remplacée. L'opération est rapidement effectuée et Ginther va se montrer l'un des plus rapides de la journée, seulement devancé d'un dixième de seconde par son coéquipier Graham Hill, qui a accompli son meilleur tour à près de 164 km/h de moyenne. Peu avant la fin des essais, la rupture soudaine d'une attache de roue a occasionné une sortie de route de Ginther, dont la monoplace a légèrement blessé un enfant. Dan Gurney (sur Brabham) et John Surtees (sur Ferrari) ont été crédités du même temps que Ginther, mais les chronométreurs n'ont pu utiliser leur minuteur électronique, en panne, et de nombreuses équipes porteront réclamation au sujet des résultats de la séance.
| Pos. | Pilote             | Écurie         | Temps        | Écart   |
| ---- | ------------------ | -------------- | ------------ | ------- |
| 1    | Graham Hill        | BRM            | 1 min 10 s 3 |         |
| 2    | Dan Gurney         | Brabham-Climax | 1 min 10 s 4 | + 0 s 1 |
| 3    | John Surtees       | Ferrari        | 1 min 10 s 4 | + 0 s 1 |
| 4    | Richie Ginther     | BRM            | 1 min 10 s 4 | + 0 s 1 |
| 5    | Jim Clark          | Lotus-Climax   | 1 min 11 s 0 | + 0 s 7 |
| 6    | Mike Spence        | Lotus-Climax   | 1 min 11 s 3 | + 1 s 0 |
| 7    | Jack Brabham       | Brabham-Climax | 1 min 11 s 6 | + 1 s 3 |
| 8    | Bruce McLaren      | Cooper-Climax  | 1 min 11 s 7 | + 1 s 4 |
| 9    | Jochen Rindt       | Brabham-BRM    | 1 min 12 s 0 | + 1 s 7 |
| 10   | Innes Ireland      | BRP-BRM        | 1 min 12 s 2 | + 1 s 9 |
| 11   | Joakim Bonnier     | Brabham-Climax | 1 min 12 s 4 | + 2 s 1 |
| 12   | Chris Amon         | Lotus-Climax   | 1 min 12 s 4 | + 2 s 1 |
| 13   | Mike Hailwood      | Lotus-BRM      | 1 min 12 s 4 | + 2 s 1 |
| 14   | Tony Maggs         | BRM            | 1 min 12 s 4 | + 2 s 1 |
| 15   | Joseph Siffert     | Brabham-BRM    | 1 min 12 s 4 | + 2 s 1 |
| 16   | Trevor Taylor      | BRP-BRM        | 1 min 12 s 8 | + 2 s 5 |
| 17   | Bob Anderson       | Brabham-Climax | 1 min 13 s 0 | + 2 s 7 |
| 18   | Giancarlo Baghetti | BRM            | 1 min 18 s 4 | + 8 s 1 |

### Deuxième séance - samedi 22 août
La deuxième journée d'essais se déroule dans les mêmes conditions climatiques que la veille. Prenant en compte les réclamations des concurrents, les organisateurs ont accepté que tous les pilotes soient qualifiés d'office. D'autre part, le système de chronométrage électronique a été rétabli, avec une précision d'un centième de seconde. Dans chaque équipe, les mécaniciens ont soigneusement vérifié les éléments de suspension, direction et transmission, mis à mal par le revêtement bosselé de la piste. Chez Lotus, certaines pièces ont même été modifiées, Colin Chapman ayant fait remplacer les joints de cardan habituels par des joints de Mercedes 220 SE, supposés plus résistants ! L'ancienne T66 a été mise à disposition de Phil Hill, en remplacement de la monoplace détruite le vendredi. Ses mécaniciens ont toutefois manqué de temps pour sa mise au point, cette voiture étant restée plusieurs mois inutilisée. Une averse soudaine écourtera la séance, une nouvelle fois dominée par Graham Hill qui a amélioré sa performance de la veille avec un meilleur tour à 165 km/h de moyenne. Également très assidu, Surtees échoue à trois dixièmes de seconde de son compatriote. Clark n'a pu défendre complètement ses chances, une attache de direction ayant de nouveau cassé alors qu'il commençait une série de tours rapides. Le champion du monde réalise néanmoins le troisième temps. Victime d'une casse de suspension avant, Gurney n'a pu améliorer son temps de la veille, qui lui garantit néanmoins la quatrième place sur la grille, à l'extérieur de la première ligne.
| Pos. | Pilote             | Écurie         | Temps         | Écart    |
| ---- | ------------------ | -------------- | ------------- | -------- |
| 1    | Graham Hill        | BRM            | 1 min 09 s 84 |          |
| 2    | John Surtees       | Ferrari        | 1 min 10 s 12 | + 0 s 28 |
| 3    | Jim Clark          | Lotus-Climax   | 1 min 10 s 21 | + 0 s 37 |
| 4    | Dan Gurney         | Brabham-Climax | 1 min 10 s 44 | + 0 s 60 |
| 5    | Jack Brabham       | Brabham-Climax | 1 min 10 s 57 | + 0 s 73 |
| 6    | Lorenzo Bandini    | Ferrari        | 1 min 10 s 63 | + 0 s 79 |
| 7    | Richie Ginther     | BRM            | 1 min 10 s 92 | + 1 s 08 |
| 8    | Mike Spence        | Lotus-Climax   | 1 min 11 s 00 | + 1 s 16 |
| 9    | Bruce McLaren      | Cooper-Climax  | 1 min 11 s 25 | + 1 s 41 |
| 10   | Joakim Bonnier     | Brabham-Climax | 1 min 11 s 59 | + 1 s 75 |
| 11   | Innes Ireland      | BRP-BRM        | 1 min 11 s 60 | + 1 s 76 |
| 12   | Joseph Siffert     | Brabham-BRM    | 1 min 11 s 82 | + 1 s 98 |
| 13   | Bob Anderson       | Brabham-Climax | 1 min 12 s 04 | + 2 s 20 |
| 14   | Giancarlo Baghetti | BRM            | 1 min 12 s 10 | + 2 s 26 |
| 15   | Trevor Taylor      | BRP-BRM        | 1 min 12 s 23 | + 2 s 39 |
| 16   | Chris Amon         | Lotus-Climax   | 1 min 12 s 28 | + 2 s 44 |
| 17   | Mike Hailwood      | Lotus-BRM      | 1 min 12 s 46 | + 2 s 62 |
| 18   | Tony Maggs         | BRM            | 1 min 12 s 52 | + 2 s 68 |
| 19   | Jochen Rindt       | Brabham-BRM    | 1 min 13 s 12 | + 3 s 28 |
| 20   | Phil Hill          | Cooper-Climax  | 1 min 13 s 15 | + 3 s 31 |

### Tableau final des qualifications
| Pos. | Pilote             | Écurie         | Temps         | Écart    | Commentaire               |
| ---- | ------------------ | -------------- | ------------- | -------- | ------------------------- |
| 1    | Graham Hill        | BRM            | 1 min 09 s 84 |          | temps réalisé le samedi   |
| 2    | John Surtees       | Ferrari        | 1 min 10 s 12 | + 0 s 28 | temps réalisé le samedi   |
| 3    | Jim Clark          | Lotus-Climax   | 1 min 10 s 21 | + 0 s 37 | temps réalisé le samedi   |
| 4    | Dan Gurney         | Brabham-Climax | 1 min 10 s 4  | + 0 s 56 | temps réalisé le vendredi |
| 5    | Richie Ginther     | BRM            | 1 min 10 s 4  | + 0 s 56 | temps réalisé le vendredi |
| 6    | Jack Brabham       | Brabham-Climax | 1 min 10 s 57 | + 0 s 73 | temps réalisé le samedi   |
| 7    | Lorenzo Bandini    | Ferrari        | 1 min 10 s 63 | + 0 s 79 | temps réalisé le samedi   |
| 8    | Mike Spence        | Lotus-Climax   | 1 min 11 s 00 | + 1 s 16 | temps réalisé le samedi   |
| 9    | Bruce McLaren      | Cooper-Climax  | 1 min 11 s 25 | + 1 s 41 | temps réalisé le samedi   |
| 10   | Joakim Bonnier     | Brabham-Climax | 1 min 11 s 59 | + 1 s 75 | temps réalisé le samedi   |
| 11   | Innes Ireland      | BRP-BRM        | 1 min 11 s 60 | + 1 s 76 | temps réalisé le samedi   |
| 12   | Joseph Siffert     | Brabham-BRM    | 1 min 11 s 82 | + 1 s 98 | temps réalisé le samedi   |
| 13   | Jochen Rindt       | Brabham-BRM    | 1 min 12 s 0  | + 2 s 16 | temps réalisé le vendredi |
| 14   | Bob Anderson       | Brabham-Climax | 1 min 12 s 04 | + 2 s 20 | temps réalisé le samedi   |
| 15   | Giancarlo Baghetti | BRM            | 1 min 12 s 10 | + 2 s 26 | temps réalisé le samedi   |
| 16   | Trevor Taylor      | BRP-BRM        | 1 min 12 s 23 | + 2 s 39 | temps réalisé le samedi   |
| 17   | Chris Amon         | Lotus-Climax   | 1 min 12 s 28 | + 2 s 44 | temps réalisé le samedi   |
| 18   | Mike Hailwood      | Lotus-BRM      | 1 min 12 s 4  | + 2 s 56 | temps réalisé le vendredi |
| 19   | Tony Maggs         | BRM            | 1 min 12 s 4  | + 2 s 56 | temps réalisé le vendredi |
| 20   | Phil Hill          | Cooper-Climax  | 1 min 13 s 15 | + 3 s 31 | temps réalisé le samedi   |

## Grille de départ

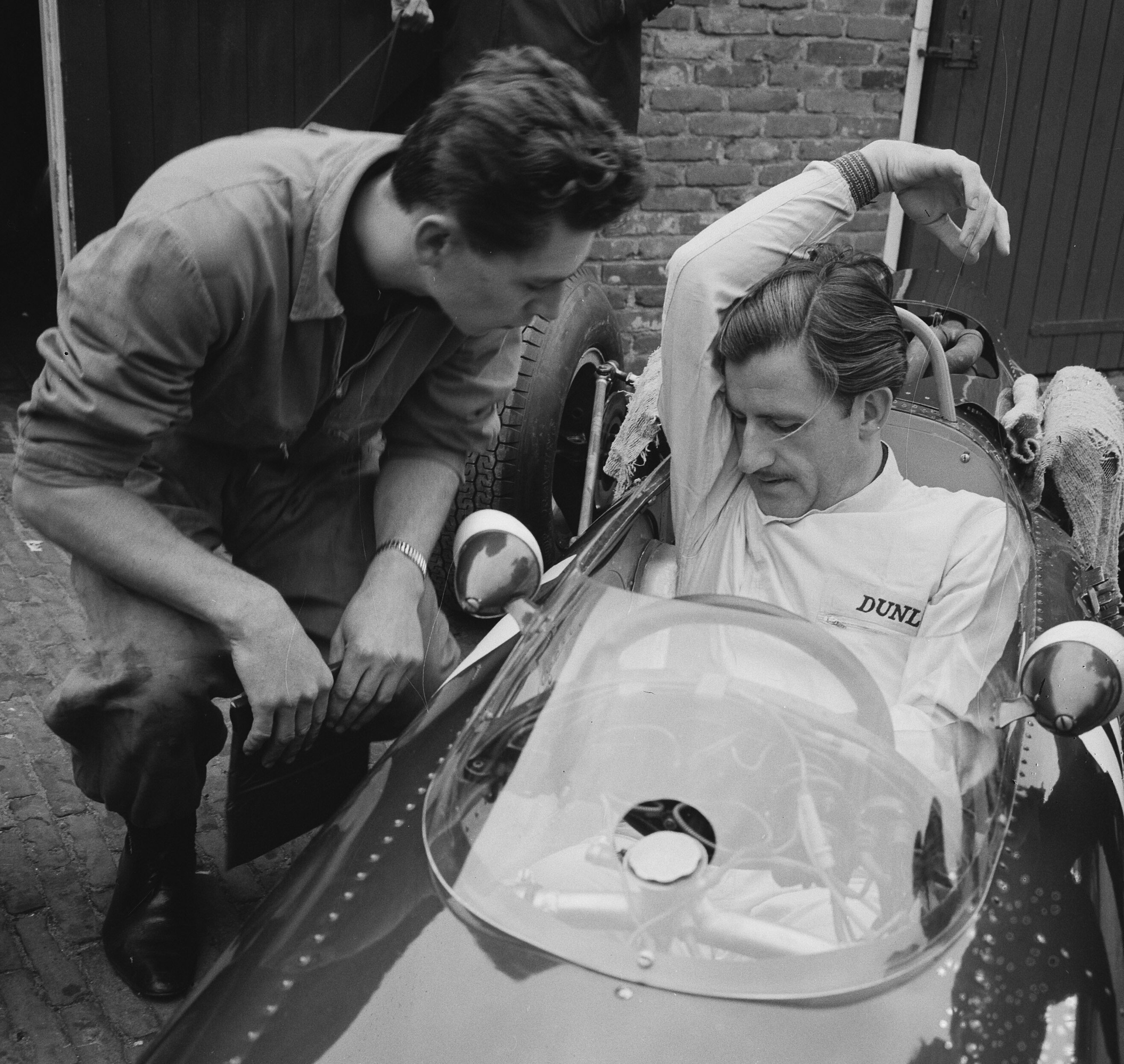
Graham Hill partira en pole position au volant de sa BRM.

| 1re ligne | Pos. 1                     |                               | Pos. 2                        |                             | Pos. 3                        |                                | Pos. 4                       |
|           | G. Hill BRM 1 min 09 s 84  |                               | Surtees Ferrari 1 min 10 s 12 |                             | Clark Lotus 1 min 10 s 21     |                                | Gurney Brabham 1 min 10 s 40 |
| 2e ligne  |                            | Pos. 5                        |                               | Pos. 6                      |                               | Pos. 7                         |                              |
|           |                            | Ginther BRM 1 min 10 s 40     |                               | Brabham 1 min 10 s 57       |                               | Bandini Ferrari 1 min 10 s 63  |                              |
| 3e ligne  | Pos. 8                     |                               | Pos. 9                        |                             | Pos. 10                       |                                | Pos. 11                      |
|           | Spence Lotus 1 min 11 s 00 |                               | McLaren Cooper 1 min 11 s 25  |                             | Bonnier Brabham 1 min 11 s 59 |                                | Ireland BRP 1 min 11 s 60    |
| 4e ligne  |                            | Pos. 12                       |                               | Pos. 13                     |                               | Pos. 14                        |                              |
|           |                            | Siffert Brabham 1 min 11 s 82 |                               | Rindt Brabham 1 min 12 s 00 |                               | Anderson Brabham 1 min 12 s 04 |                              |
| 5e ligne  | Pos. 15                    |                               | Pos. 16                       |                             | Pos. 17                       |                                | Pos. 18                      |
|           | Baghetti BRM 1 min 12 s 10 |                               | Taylor BRP 1 min 12 s 23      |                             | Amon Lotus 1 min 12 s 28      |                                | Hailwood Lotus 1 min 12 s 40 |
| 6e ligne  |                            |                               | Pos. 19                       |                             | Pos. 20                       |                                |                              |
|           |                            |                               | Maggs BRM 1 min 12 s 40       |                             | P. Hill Cooper 1 min 13 s 15  |                                |                              |

## Déroulement de la course
Le départ est donné le dimanche après-midi, sous un ciel partiellement couvert, devant 50 000 spectateurs. Durant les essais, la piste s'est révélée très exigeante pour les suspensions et les transmissions, et de nombreuses équipes ont dû faire venir des pièces en urgence afin de remettre les monoplaces en état pour la course. Dan Gurney effectue un envol impeccable depuis l'extérieur de la première ligne, propulsant sa Brabham devant la Ferrari de John Surtees. Graham Hill n'a pu profiter de sa pole position, le pilote anglais ayant trop fait patiner les roues de sa BRM ; il se retrouve parmi les derniers, devant la Lotus de Jim Clark qui n'a pu enclencher sa première vitesse et a dû démarrer en seconde. Gurney et Surtees accomplissent le premier tour roues dans roues et repassent dans cet ordre devant les tribunes, avec une seconde d'avance sur la Ferrari de Lorenzo Bandini, lui-même suivi à une seconde par la BRM de Richie Ginther et la Cooper de Joakim Bonnier. Jack Brabham rentre au stand, en proie à des problèmes de carburation ; le pilote australien en repartira très attardé. Graham Hill et Clark, qui vont inverser leurs positions, sont revenus en milieu de peloton, tandis que Surtees parvient à dépasser Gurney, le pilote californien restant cependant dans le sillage de la Ferrari. Alors que Clark poursuit sa remontée, Graham Hill est bientôt contraint à l'abandon, en panne d'allumage. En tête, Surtees et Gurney, toujours groupés, ont alors sept secondes d'avance sur Bandini et plus de huit sur Ginther, tandis qu'un peu plus loin Bruce McLaren (Cooper) emmène le reste du peloton au sein duquel Clark continue sa progression. McLaren revient rapidement sur Ginther et lui prend la quatrième place. tandis que Clark ne tarde pas à dépasser la (BRP). À la fin du septième tour, le champion du monde se retrouve cinquième juste derrière McLaren, après avoir passé coup sur coup Bonnier et Ginther. C'est alors qu'une rotule de suspension arrière cède brutalement sur la Ferrari de Surtees. Le Britannique va rejoindre son stand à pied pour emprunter des outils et tenter une réparation de fortune, mais cette intervention lui permettra seulement de ramener sa monoplace au box, à allure réduite. Gurney se retrouve au commandement avec plus de dix secondes d'avance sur Bandini, désormais sous la menace directe de Clark qui vient de prendre le meilleur sur McLaren. Le pilote écossais s'empare de la deuxième place au tour suivant et se lance à la poursuite de la Brabham de tête, douze secondes devant lui. Mais Gurney contrôle la course et conserve son avance sur la Lotus, alors que Bandini, troisième, perd régulièrement du terrain, tout comme McLaren qui se maintient à deux secondes de la Ferrari.

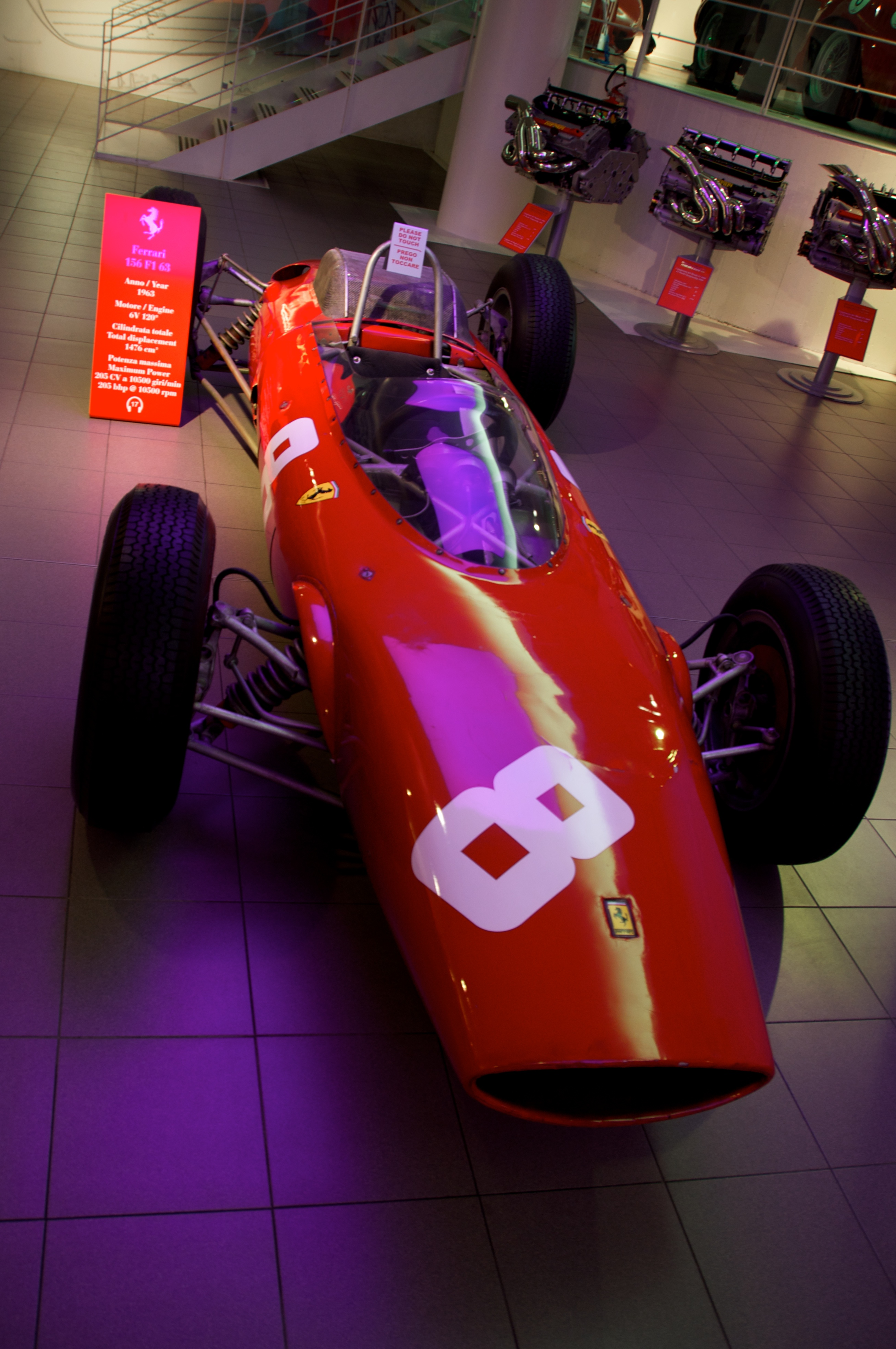
La Ferrari 156 Aero de Lorenzo Bandini, vainqueur surprise au terme d'une course marquée par l'abandon de tous les favoris.

Alors que les positions en tête semblent figées, la cinquième place est âprement disputée entre Bonnier, Ginther et Ireland, bientôt rejoints par la Lotus de Mike Spence. C'est finalement Ginther qui va parvenir à prendre la tête de ce groupe, au cours du vingt-deuxième tour, tandis que, moins rapide que Spence, Ireland a dû se résigner à céder le passage à la deuxième Lotus. L'écart entre les deux premiers est toujours d'une douzaine de secondes, mais Clark force l'allure et commence à grappiller un peu de terrain. Au trentième tour, il est revenu à neuf secondes de son adversaire mais ce dernier hausse alors le rythme. Le Californien creuse à nouveau l'écart, fixant le record de la piste à plus de 163 km/h de moyenne. Clark insiste d'autant moins qu'un problème de transmission commence à se manifester à chaque réaccélération. Ses craintes vont se révéler fondées : à la fin du quarantième tour, en sortie de la courbe sud, un demi-arbre se rompt et le champion du monde rejoint son stand en roue libre pour y abandonner. Son coéquipier Spence subira le même sort quelques minutes plus tard. Avec une quarantaine de secondes d'avance sur Bandini, Gurney semble confortablement installé en tête et commence à ménager sa monoplace, calquant son allure sur celle de ses poursuivants. Toutefois, quelques boucles plus tard, il constate un changement de comportement de sa monoplace : l'attache d'un triangle de suspension avant est en train de céder. À la fin du quarante-sixième tour, il rentre au stand pour un examen rapide, effectue une boucle supplémentaire à faible allure avant d'abandonner. Quelques tours plus tôt, McLaren a également renoncé, moteur cassé.
Le mauvais état de la piste a eu raison des trois principaux animateurs de la course, Surtees, Clark et Gurney ! Bénéficiant de la robustesse de sa Ferrari V6, Bandini hérite de la première place, avec un avantage d'environ quinze secondes sur Ginther, qui a réussi à creuser l'écart sur Bonnier et Ireland. Respectivement sixième et septième, Mike Hailwood (sur la Lotus de l'équipe Parnell) et Bob Anderson (sur sa Brabham personnelle) comptent déjà plus d'un tour de retard. À la fin du cinquantième tour, Ireland rentre au stand à cause d'un problème d'allumage. Il en repart sans avoir perdu sa quatrième place mais à un tour de la Ferrari de tête. Son moteur ne tourne plus rond et Hailwood et Anderson le rattrapent peu après. À la mi-course, l'écart entre les deux premiers s'est légèrement réduit, Bandini conservant treize secondes d'avance sur Ginther. Bonnier, troisième, est douze secondes plus loin. Ireland est toujours en difficulté et Hailwood le dépasse bientôt, imité un peu plus tard par Anderson. Alors qu'il occupait la septième place, Phil Hill effectue une spectaculaire sortie de route dans l'unique virage à gauche du circuit, escaladant les bottes de paille et arrachant deux roues de sa Cooper, qui prend feu aussitôt et sera totalement détruite. Le pilote est heureusement indemne, ayant pu s'extraire à temps. Au soixantième tour, Ginther a réduit son retard à onze secondes, mais Bandini accélère alors sa cadence et l'écart va dès lors se stabiliser. Ayant perdu un boulon de suspension arrière, Hailwood doit effectuer un arrêt au stand ; il perd plus de quatre minutes et toute chance de bien terminer. À vingt tours de l'arrivée, alors que les positions semblent acquises, le moteur de Bonnier commence à avoir des ratés et le pilote suédois perd rapidement du terrain sur Anderson qui lui prend la troisième place quelques minutes plus tard. Entre-temps, Tony Maggs est parvenu à hisser sa vieille BRM en cinquième position, profitant des ennuis d'Ireland dont le moteur fonctionne par à-coups. Perdant dix secondes au tour, Bonnier tente de rallier l'arrivée. Il y parviendra mais perdra cependant deux places supplémentaires au profit de Maggs et Ireland, terminant à plus de quatre tours des premiers. Ayant ralenti en fin de course, Bandini remporte sa première victoire en championnat du monde, conservant six secondes d'avance sur Ginther. Malgré une transmission endommagée, Anderson parvient à conserver sa troisième place devant Maggs et Ireland, tous trois terminant à plus de trois tours du vainqueur.

### Classements intermédiaires
Classements intermédiaires des monoplaces aux premier, deuxième, troisième, cinquième, huitième, dixième, quinzième, vingtième, vingt-cinquième, trentième, quarantième, quarante-cinquième, cinquantième, soixantième et quatre-vingtième tours,.

### Classement de la course

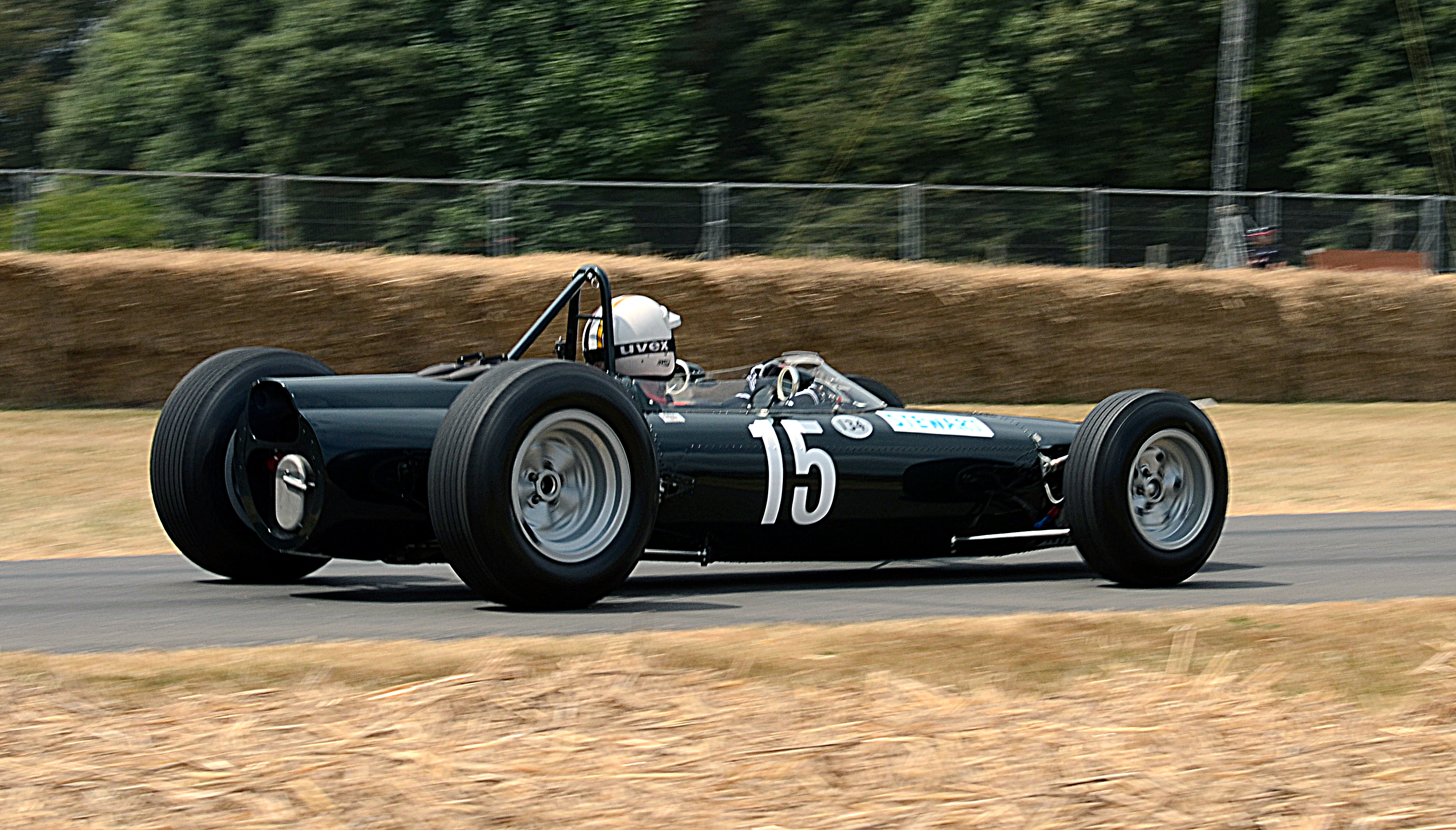
Une BRM P261 semblable à celle de Richie Ginther, deuxième en Autriche.

| Pos. | no | Pilote             | Écurie         | Tours | Temps/Abandon                  | Grille | Points |
| ---- | -- | ------------------ | -------------- | ----- | ------------------------------ | ------ | ------ |
| 1    | 8  | Lorenzo Bandini    | Ferrari        | 105   | 2 h 06 min 18 s 23             | 7      | 9      |
| 2    | 4  | Richie Ginther     | BRM            | 105   | 2 h 06 min 24 s 41 (+ 6 s 18)  | 5      | 6      |
| 3    | 22 | Bob Anderson       | Brabham-Climax | 102   | 2 h 06 min 25 s 85 (+ 3 tours) | 14     | 4      |
| 4    | 19 | Tony Maggs         | BRM            | 102   | 2 h 06 min 46 s 41 (+ 3 tours) | 19     | 3      |
| 5    | 14 | Innes Ireland      | BRP-BRM        | 102   | 2 h 07 min 33 s 29 (+ 3 tours) | 11     | 2      |
| 6    | 11 | Joakim Bonnier     | Brabham-Climax | 101   | + 4 tours                      | 10     | 1      |
| 7    | 18 | Giancarlo Baghetti | BRM            | 96    | + 9 tours                      | 15     |        |
| 8    | 17 | Mike Hailwood      | Lotus-BRM      | 95    | + 10 tours                     | 18     |        |
| 9    | 6  | Jack Brabham       | Brabham-Climax | 76    | + 29 tours                     | 6      |        |
| Abd. | 12 | Jochen Rindt       | Brabham-BRM    | 58    | Direction                      | 13     |        |
| Abd. | 10 | Phil Hill          | Cooper-Climax  | 58    | Accident                       | 20     |        |
| Abd. | 5  | Dan Gurney         | Brabham-Climax | 47    | Suspension                     | 4      |        |
| Abd. | 9  | Bruce McLaren      | Cooper-Climax  | 43    | Moteur                         | 9      |        |
| Abd. | 2  | Mike Spence        | Lotus-Climax   | 41    | Transmission                   | 8      |        |
| Abd. | 1  | Jim Clark          | Lotus-Climax   | 40    | Transmission                   | 3      |        |
| Abd. | 15 | Trevor Taylor      | BRP-BRM        | 21    | Suspension                     | 16     |        |
| Abd. | 20 | Joseph Siffert     | Brabham-BRM    | 18    | Accident                       | 12     |        |
| Abd. | 7  | John Surtees       | Ferrari        | 9     | Suspension                     | 2      |        |
| Abd. | 16 | Chris Amon         | Lotus-Climax   | 7     | Moteur                         | 17     |        |
| Abd. | 3  | Graham Hill        | BRM            | 5     | Distributeur                   | 1      |        |

Légende:
- Abd.=Abandon

### Pole position et record du tour
- Pole position :  Graham Hill (BRM) en 1 min 09 s 84 (vitesse moyenne : 164,948 km/h). Temps réalisé lors de la séance d'essais du samedi 22 août[11].
- Meilleur tour en course :  Dan Gurney (Brabham-Climax) en 1 min 10 s 56 (vitesse moyenne : 163,265 km/h) au trente-deuxième tour.

#### Évolution du record du tour en course
Le meilleur tour fut amélioré onze fois au cours de l'épreuve.

### Tours en tête
- Dan Gurney : 40 tours (1 / 8-46)
- John Surtees : 6 tours (2-7)
- Lorenzo Bandini : 59 tours (47-105)

## Classement général à l'issue de la course
- Attribution des points : 9, 6, 4, 3, 2, 1 respectivement aux six premiers de chaque épreuve.
- Pour la coupe des constructeurs, même barème et seule la voiture la mieux classée de chaque équipe inscrit des points.
- Seuls les six meilleurs résultats sont comptabilisés. Chez les constructeurs, BRM doit donc décompter les trois points acquis en Belgique.
- Le règlement permet aux pilotes de se relayer sur une même voiture, les points éventuellement acquis étant alors perdus pour pilotes et constructeur[1].

| Pos. | Pilote              | Écurie            | Points | MON | NL | BEL | FRA | GBR | ALL | AUT | ITA | USA | MEX |
| ---- | ------------------- | ----------------- | ------ | --- | -- | --- | --- | --- | --- | --- | --- | --- | --- |
| 1    | Graham Hill         | BRM               | 32     | 9   | 3  | 2   | 6   | 6   | 6   | -   |     |     |     |
| 2    | Jim Clark           | Lotus             | 30     | 3   | 9  | 9   | -   | 9   | -   | -   |     |     |     |
| 3    | John Surtees        | Ferrari           | 19     | -   | 6  | -   | -   | 4   | 9   | -   |     |     |     |
| 4    | Richie Ginther      | BRM               | 17     | 6   | -  | 3   | 2   | -   | -   | 6   |     |     |     |
| 5    | Lorenzo Bandini     | Ferrari           | 15     | -   | -  | -   | -   | 2   | 4   | 9   |     |     |     |
| 6    | Peter Arundell      | Lotus             | 11     | 4   | 4  | -   | 3   | -   | -   | -   |     |     |     |
|      | Jack Brabham        | Brabham           | 11     | -   | -  | 4   | 4   | 3   | -   | -   |     |     |     |
| 8    | Dan Gurney          | Brabham           | 10     | -   | -  | 1   | 9   | -   | -   | -   |     |     |     |
| 9    | Bruce McLaren       | Cooper            | 7      | -   | -  | 6   | 1   | -   | -   | -   |     |     |     |
| 10   | Bob Anderson        | Brabham           | 5      | -   | 1  | -   | -   | -   | -   | 4   |     |     |     |
| 11   | Tony Maggs          | BRM               | 4      | -   | -  | -   | -   | -   | 1   | 3   |     |     |     |
| 12   | Joseph Siffert      | Brabham           | 3      | -   | -  | -   | -   | -   | 3   | -   |     |     |     |
|      | Joakim Bonnier      | Cooper & Brabham¹ | 3      | 2   | -  | -   | -   | -   | -   | 1¹  |     |     |     |
| 14   | Chris Amon          | Lotus             | 2      | -   | 2  | -   | -   | -   | -   | -   |     |     |     |
|      | Maurice Trintignant | BRM               | 2      | -   | -  | -   | -   | -   | 2   | -   |     |     |     |
|      | Innes Ireland       | BRP-BRM           | 2      | -   | -  | -   | -   | -   | -   | 2   |     |     |     |
| 17   | Mike Hailwood       | Lotus             | 1      | 1   | -  | -   | -   | -   | -   | -   |     |     |     |
|      | Phil Hill           | Cooper            | 1      | -   | -  | -   | -   | 1   | -   | -   |     |     |     |

| Pos. | Écurie         | Points  | MON | NL | BEL | FRA | GBR | ALL | AUT | ITA | USA | MEX |
| ---- | -------------- | ------- | --- | -- | --- | --- | --- | --- | --- | --- | --- | --- |
| 1    | BRM            | 36 (39) | 9   | 3  | (3) | 6   | 6   | 6   | 6   |     |     |     |
| 2    | Lotus-Climax   | 34      | 4   | 9  | 9   | 3   | 9   | -   | -   |     |     |     |
| 3    | Ferrari        | 28      | -   | 6  | -   | -   | 4   | 9   | 9   |     |     |     |
| 4    | Brabham-Climax | 21      | -   | 1  | 4   | 9   | 3   | -   | 4   |     |     |     |
| 5    | Cooper-Climax  | 10      | 2   | -  | 6   | 1   | 1   | -   | -   |     |     |     |
| 6    | Brabham-BRM    | 3       | -   | -  | -   | -   | -   | 3   | -   |     |     |     |
|      | Lotus-BRM      | 3       | 1   | 2  | -   | -   | -   | -   | -   |     |     |     |
| 8    | BRP-BRM        | 2       | -   | -  | -   | -   | -   | -   | 2   |     |     |     |

## À noter
- Première victoire en championnat du monde pour Lorenzo Bandini, sa deuxième en F1, le pilote italien ayant auparavant remporté le Grand Prix de la Méditerranée 1962, hors championnat[4].
- 38e victoire en championnat du monde pour Ferrari en tant que constructeur.
- 38e victoire en championnat du monde pour Ferrari en tant que motoriste.